# Ладижинська ГЕС

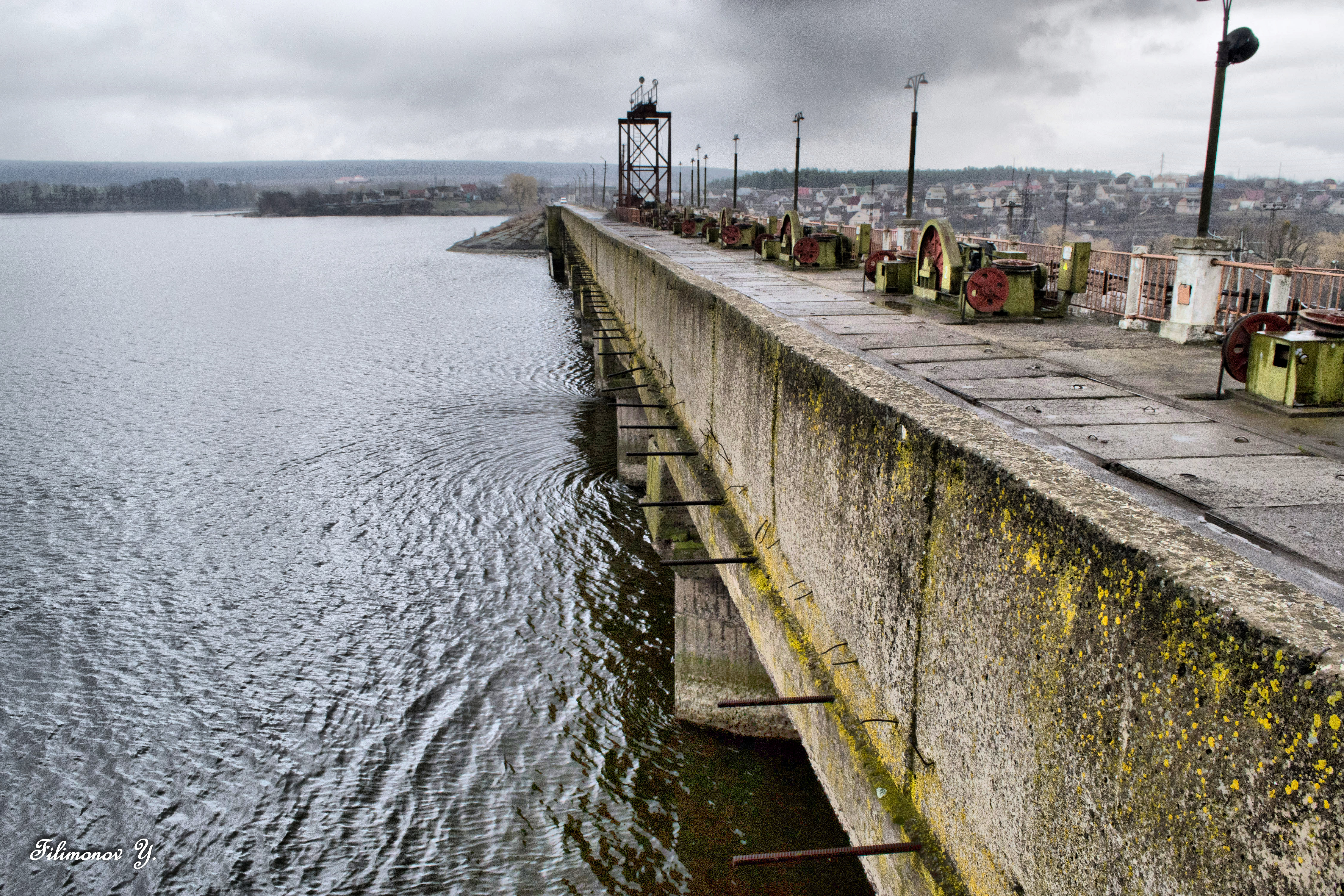
Лади́жинське водосховище — велике руслове водосховище на річці Південний Буг.

Ладижинська ГЕС — мала ГЕС на річці Південний Буг поблизу міста Ладижин Вінницької області.
Входить до складу ПАТ «Західенерго». Пригребельна, працює на напорі Ладижинського водосховища, що використовується як ставок-охолоджувач Ладижинської ТЕС. Одна з найбільших на Південному Бузі; в радянський час (до пуску в експлуатацію Олександрівської ГЕС) — найпотужніша на Південному Бузі.
Потужність — 7,5 МВт (у двох гідроагрегатах), середньорічне вироблення електроенергії — 36,2 млн. кВт·год. Введена в дію у 1964 році. У теперішній час існує план збільшення потужності ГЕС до 9 МВт.